# Оливер Вархейи
Оливер Вархейи (на унгарски: Olivér Várhelyi) e унгарски дипломат, адвокат, посланик на Унгария в Европейския съюз, член на Европейската комисия от 2019 г.

## Биография
Роден е на 22 март 1972 г. в Сегед. През 1994 г. получава магистърска степен по европейско право от университета в Олборг, завършва право в Сегедския университет през 1996 г. Полага държавен професионален изпит по право през 2005 г.
Започва работа в Министерството на промишлеността и търговията на Унгария през 1995 г. През следващата 1996 г. постъпва в Министерството на външните работи. От 2001 г. работи в мисия към Европейския съюз. В периода 2003 – 2006 г. ръководи юридическия отдел на постоянното представителство на Унгария в ЕС. След това до 2008 г. е директор на Департамента по право на Европейския съюз в Министерството на правосъдието.
В периода 2008 – 2011 г. е ръководител на звено, занимаващо се с правото на индустриалната собственост в администрацията на Европейската комисия. През 2011 г. се завръща в постоянното представителство на Унгария в Брюксел като заместник-посланик. През 2015 г. става ръководител на тази институция като извънреден и пълномощен посланик.
През 2019 г. e одобрен за кандидат на Унгария за новата Европейска комисия, след като първоначално предложеният кандидат Ласло Трочани е отхвърлен. На 1 декември същата година Оливер Вархейи започва своя мандат в новия състав на Европейската комисия, ръководена от Урсула фон дер Лайен, като комисар по въпросите на съседството и разширяването..